# Martin Helas
Martin Helas (* 5. Februar 1912 in Leipzig; † 22. Dezember 1994 in Berlin) war ein deutscher Parteifunktionär (SED) und Offizier der  Volkspolizei (VP). Er war Sekretär der SED-Bezirksleitung Berlin.

## Leben
Der Sohn eines Arbeiters erlernte nach dem Besuch der Volksschule von 1926 bis 1929 den Beruf eines Schuhmachers. Gleich nach Lehre war er von 1929 bis 1933 arbeitslos. Von 1929 bis 1931 war er Mitglied der SAJ und seit 1931 Mitglied des KJVD. Als Leiter des KJVD-Unterbezirks Leipzig-Mitte leistete er ab Februar 1933 illegale antifaschistische Widerstandsarbeit und wurde im Mai 1933 von der SA drei Wochen in „Schutzhaft“ genommen, die er gemeinsam mit Rudi Jahn im KZ Colditz verbrachte. Nach seiner Entlassung wurde er wieder illegal tätig, im November 1933 erneut verhaftet und im Dresdner Polizeipräsidium in Untersuchungshaft gehalten. Im Mai 1934 wurde er vom Sondergericht Freiberg wegen „Weiterführung verbotener Organisationen“ zu einem Jahr Gefängnis verurteilt. Die Haft verbrachte er im Zuchthaus Zwickau und im Gefängnis Meusdorf bei Leipzig. Nach der Entlassung im März 1935 war er bis 1936 arbeitslos. 1937 ging er auf Wanderschaft  und arbeitete anschließend bis 1941 als Klempnergehilfe und Schuhmacher. In Leipzig beteiligte er sich in einer illegalen Jugendgruppe, die über Alfred Nothnagel Kontakte zur illegalen KPD-Gruppe um Arthur Hoffmann und William Zipperer hatte. Im Oktober 1941 wurde er trotz seiner Gehbehinderung zur Wehrmacht eingezogen, in Bautzen zum Veterinärsoldaten ausgebildet und im Dezember 1941 zum Einsatz an die Ostfront geschickt. Bis zu seiner Erkrankung an Fleckfieber diente er in Roslawl in einer Veterinäreinheit, deren Hauptaufgabe die Versorgung des Pferdematerials der bespannten Artillerie und der Feldgendarmerie war. Nach dem Lazarettaufenthalt wurde er 1943 zur Frontleitstelle in Verona in Oberitalien versetzt. Während eines Heimaturlaubs heiratete er am 14. April 1945 und tauchte danach unter. Nach dem Einmarsch der US-Army in Leipzig am 18. April 1945 meldete er sich und begab sich als Obergefreiter in amerikanische Kriegsgefangenschaft.
Nach seiner Entlassung aus dem Kriegsgefangenenlager Remagen im Juni 1945 ging er in seine Heimatstadt zurück und war kurzzeitig als Arbeiter tätig. Im August 1945 wurde er Mitglied der KPD und Funktionär in Leipzig. Seit 1946 Mitglied der SED, wurde er nach dem Besuch der Landesparteischule Sachsen in Ottendorf politischer Mitarbeiter, dann Abteilungsleiter, später Sekretär der SED-Kreisleitung Leipzig. Von August 1949 bis Mai 1950 studierte er an der Parteihochschule „Karl Marx“ in Kleinmachnow.  Im Juli 1950 war er Delegierter des III. Parteitages der SED.
1950 trat er in die DVP ein und war bis 1952 Vorsitzender der Parteikontrollkommission in der Hauptverwaltung der DVP. 1952 wurde er VP-Inspekteur (Oberst der VP) und war zeitweise amtierender Vizepräsident und Leiter der Politkultur-Abteilung des Präsidiums der Volkspolizei (PdVP) Berlin.
Im Juni 1952 erfolgte seine Wahl in die SED-Landesleitung Berlin. Von August 1952 bis August 1953 war er Sekretär für Kultur und Volksbildung der SED-Bezirksleitung Berlin. Er wurde abgelöst, weil er „diesen Aufgaben noch nicht gewachsen war“. Von August 1953 bis August 1954 war er dann Leiter der Abteilung SPD-Arbeit des Westberliner Büros der SED-Bezirksleitung Berlin.
Von September 1954 bis August 1955 absolvierte er ein Studium an der Parteihochschule der KPdSU in Moskau (mit Hans Bertels, Horst Dohlus und Johann Raskop) und war danach von 1955 bis 1957 Leiter der Abteilung für Sicherheitsfragen der SED-BL Berlin. Von August 1957 bis 1960 war er Stellvertreter des Präsidenten der DVP Berlin für politische Arbeit. Von Juni 1960 bis Juni 1962 war er Kandidat der SED-Bezirksleitung Berlin. Nach einem Lehrgang 1961 an der Militärakademie »Friedrich Engels« in Dresden war er von 1961 bis 1963 Stellvertreter des Leiters der HA Sicherheit der DVP-Hauptverwaltung und von 1963 bis 1972 Stellvertreter des Leiters der HA Kampfgruppen des Ministeriums des Innern (MdI) der DDR.  
Er lebte zuletzt als Veteran in Berlin und war Mitglied der Zentralleitung des Komitees der Antifaschistischen Widerstandskämpfer der DDR.

## Auszeichnungen
- 1964 Vaterländischer Verdienstorden  in Bronze, 1976  in Silber und 1982 in Gold
- 1972 Scharnhorst-Orden
- 1987 Ehrenspange zum Vaterländischen Verdienstorden in Gold